# Liburnia albofimbriata
Liburnia albofimbriata är en insektsart som beskrevs av Frederick Arthur Godfrey Muir 1926. Liburnia albofimbriata ingår i släktet Liburnia och familjen sporrstritar. Inga underarter finns listade i Catalogue of Life.